# Négation de la Shoah en France
La négation de la Shoah en France prend ses racines dans Nuremberg ou la Terre promise, de Maurice Bardèche, paru en 1948.
Elle prend son essor avec l'activisme de Robert Faurisson, dans les années 1970, et avec l'affaire du « détail » (1987), caractéristique de l'ambiguïté de Jean-Marie Le Pen et de son parti, le Front national, sur le sujet.
Les militants négationnistes se situent à l'extrême droite et à l'ultragauche de l'échiquier politique.

## Historique

### Du sortir de la guerre à la fin des années 1970
Diverses formes de négationnismes commencent à se répandre en France immédiatement après la guerre. En juillet 1946, Jean Pouillon, dans un article paru dans la revue Les Temps Modernes reproche au procès de Nuremberg d'avoir colporté des « contes de bonne femme ». Maurice Bardèche, beau-frère et meilleur ami de Robert Brasillach, publie entre 1948 et 1950 deux livres intitulés Nuremberg ou la Terre promise et Nuremberg II ou les Faux monnayeurs. La thèse centrale de ces deux livres est que les Juifs sont responsables du déclenchement de la guerre et donc indirectement des crimes nazis. Bardèche est aussi le premier à réinterpréter les euphémismes utilisés par les nazis pour désigner leur entreprise d'extermination en expliquant que « si la délégation française au procès de Nuremberg trouve des factures de gaz nocifs, elle se trompe dans la traduction et elle cite une phrase où l'on peut lire que ce gaz était destiné à l'extermination, alors que le texte allemand dit en réalité qu'il était destiné à l'assainissement, c'est-à-dire à la destruction des poux dont les internés se plaignaient en effet ». Bardèche, qui se disait lui-même fasciste, est ainsi le « véritable fondateur du négationnisme en France ». L'autre précurseur du négationnisme français est Paul Rassinier. Instituteur communiste puis socialiste, pacifiste, résistant et déporté, il écrit en 1950 Le Mensonge d'Ulysse, le premier d'une série de livres destinés à présenter les témoignages des survivants du génocide juif comme des mensonges. Exclu de la SFIO, il continue son rapprochement avec les milieux d'extrême droite, jusqu'à être publié par Maurice Bardèche et à collaborer au journal Rivarol.

### De la fin des années 1970 à nos jours
Ce négationnisme reste très confidentiel jusqu'à la fin des années 1970. Le 28 octobre 1978, la publication par l'hebdomadaire L'Express d'un entretien avec Louis Darquier de Pellepoix, directeur du Commissariat général aux questions juives de 1942 à 1944, intitulé « À Auschwitz on n'a gazé que les poux », marque le début de ce qui devient l'« affaire Faurisson ». Robert Faurisson, ex-maître de conférences en littérature à l'Université Lyon-II, se considère disciple de Rassinier et proclame que le génocide nazi est un « […] mensonge, qui est d'origine essentiellement sioniste, [et] a permis une gigantesque escroquerie politico-financière dont l'État d'Israël est le principal bénéficiaire ». Il envoie alors des lettres à plusieurs journaux et, le 28 décembre 1978, Le Monde publie, accompagné de plusieurs réfutations, un article de Faurisson : « Le "problème des chambres à gaz" ou la rumeur d'Auschwitz ». Robert Faurisson reçoit alors le soutien de Pierre Guillaume, qui commence en 1979 à utiliser le nom d'une librairie fermée depuis sept ans et à laquelle il avait participé : La Vieille Taupe.
Jean-Claude Pressac est un pharmacien qui s'est intéressé aux aspects techniques des chambres à gaz et, face à l'incohérence des données qu'on lui fournissait, s'est rapproché de Faurisson dans les années 1979-1980. Il rompt avec les thèses de Faurisson dès la fin de 1980. En fin de compte, ses travaux, par leur précision, ont surpassé les arguments techniques du « révisionnisme » de l'époque, c'est-à-dire de Faurisson, et ont procuré à son auteur une reconnaissance. Il s'est expliqué en ces mots sur sa démarche : « J'ai travaillé avec eux [les révisionnistes] en 1980. Mes doutes étaient légitimes. Personne ne pouvait m'expliquer les contradictions des témoignages auxquelles je me heurtais. Mais je n'ai jamais écrit un seul texte révisionniste. J'ai attendu consciencieusement avant d'écrire »[réf. nécessaire]. Jean-Claude Pressac, aujourd'hui décédé, devint commissaire du Musée d'Auschwitz.
En 1985, l'Université de Nantes délivre à un ingénieur agronome à la retraite, Henri Roques, un doctorat d'université qui récompense une thèse intitulée Les Confessions de Kurt Gerstein. Étude comparative des différentes versions, que l'auteur a rédigée en étroite collaboration avec Faurisson. La thèse fait ressortir les contradictions entre les différentes versions du témoignage du SS Kurt Gerstein en faisant largement référence à des auteurs, tel Paul Rassinier, qualifiés d'« historiens de l'école révisionniste ». La thèse ne nie pas l'existence des chambres à gaz mais, au cours de la soutenance orale, qui se tient devant un jury composé entièrement d'universitaires actifs dans la mouvance d'extrême-droite proche du GRECE, Roques n'hésite pas à extrapoler les conclusions de sa thèse vers la remise en cause de l'existence des chambres à gaz et la dénonciation de la « religion de l'holocauste », en se référant ouvertement à Faurisson. Cette thèse passe inaperçue, et il faut attendre pratiquement un an pour que l'affaire éclate dans les médias. Entretemps, Roques avait organisé sa propre publicité en insistant sur le « caractère explosif » de la thèse. Le diplôme de Roques sera annulé en juillet 1986 pour vice de forme,,.
En 1996, une autre affaire fait scandale. Roger Garaudy, ex-membre du bureau politique du PCF, converti au catholicisme puis à l'islam, publie dans le second numéro de la revue négationniste La Vieille Taupe, sorti en décembre 1995, Les Mythes fondateurs de la politique israélienne, dont l'un des chapitres s'intitule « Le mythe des "six millions" (L'Holocauste) ». Après la révélation de cette publication par Le Canard enchaîné, Garaudy et Pierre Guillaume, éditeur de La Vieille Taupe, doivent affronter un procès. L'affaire prend une ampleur importante quand l'abbé Pierre, toujours très populaire en France, accorde son soutien personnel à Garaudy. L'abbé est convaincu de l'honnêteté de ce dernier, sans avoir par ailleurs lu son livre. À la même époque, la presse révèle les doutes de Marc Sautet, fondateur des cafés-philo, sur l'existence de chambres à gaz. Après plusieurs mois de controverses, l'abbé Pierre décide de se retirer provisoirement des médias et, le 17 février 1998, Garaudy est condamné pour diffamation et contestation de crimes contre l'humanité. Garaudy, dans Les Mythes fondateurs, conteste l'application du terme de génocide : « Le mot a donc été employé à Nuremberg de manière tout à fait erronée puisqu'il ne s'agit pas de l'anéantissement de tout un peuple ». Pour lui, les prisonniers des camps et les déportés sont morts en masse parce qu'ils étaient traités « en esclaves n'ayant même pas valeur humaine de travailleurs utiles ».

### À l'extrême droite
Sans jamais faire du négationnisme l'un de ses thèmes de campagne, certains responsables du Front national entretiennent une ambiguïté certaine dans leur rapport avec l'histoire du génocide juif commis par les nazis, au travers de déclarations minimisant ou relativisant l'utilisation des chambres à gaz. François Duprat, membre du bureau politique du FN de 1973 jusqu'à son assassinat (non élucidé) en 1978, était, comme le rappelle Valérie Igounet, l'« un des principaux diffuseurs des thèses négationnistes au sein de l'extrême droite française et internationale ».
Jean-Marie Le Pen, dans les années 1980, a tenu des propos équivoques sur l'existence des chambres à gaz. Le 13 septembre 1987, il déclarait que leur existence « est un point de détail de l'histoire de la Seconde Guerre mondiale » et refuse de répondre à la question du journaliste qui lui demande s'il considère « qu'il y a eu génocide juif par les chambres à gaz[6] ». Tout en admettant « la mort en masse de juifs dans les camps nazis », il déclare aussi en 1986 que « les historiens dits « révisionnistes » mettent, eux, en doute le moyen de cette extermination – les chambres à gaz – et son étendue – les six millions. N'étant pas spécialiste, j'ai entendu comme tout le monde le chiffre de six millions, mais je ne sais pas exactement comment il est établi ». Il qualifia de nouveau les chambres à gaz de « détail » à Munich, en décembre 1997. Il fut plusieurs fois condamné pour ces propos, notamment pour « banalisation de crimes contre l'humanité » (en 1991 puis en 1997) et « apologie de crime de guerre » (1999).
En août 1992, Henri Roques déclare au journal Politis que « le révisionnisme progresse au sein du Front national ». Il n'est pas démenti et assiste à l'université d'été du FN, « réservée » aux membres du parti.
Le 12 septembre 1998, Jean-Marie Le Pen qualifiait Maurice Bardèche de « prophète d'une renaissance européenne qu'il espéra longtemps », « un grand écrivain et un historien d'avant-garde » à l'occasion des obsèques de celui-ci.
Condamné pour « trouble à l'ordre public » ou pour « incitation à la haine raciale », Jean-Marie Le Pen a été condamné pour « contestation de crimes contre l'humanité » le 8 février 2008, à la suite de son entretien accordé à l'hebdomadaire Rivarol, où il déclarait que « en France du moins, l'occupation allemande ne fut pas particulièrement inhumaine, même s'il y eut des bavures, inévitables dans un pays de 500 000 km2 ». Le Front national en tant que parti politique n'a jamais été poursuivi à ce titre.
Des responsables et élus du FN, comme le conseiller régional Georges Theil, ou Éric Delcroix, conseiller régional de Picardie, ont été condamnés en première instance et en appel pour des propos explicitement négationnistes au titre de la loi Gayssot. Martin Peltier, directeur de National-Hebdo, le journal officieux du FN, a lui aussi été condamné, le 4 avril 1996, pour « contestation de crimes contre l'humanité », à la suite d'un article publié le 4 mai 1994. Malgré cette condamnation, il a écrit en 1998, dans National-Hebdo, que les Waffen-SS étaient avant tout des « patriotes », coupables tout au plus de « bavures ». Dans le même numéro, National-Hebdo ouvrait ses colonnes à Robert Faurisson.

### À l'ultragauche
À la fin des années 1970, des anciens militants de l'ultragauche font de la critique bordiguiste de l'antinazisme un de leurs chevaux de bataille. Cette convergence avec Robert Faurisson est marquée en 1978 par la rencontre de ce dernier avec Pierre Guillaume, fondateur de la librairie La Vieille Taupe, fermée en 1972, et leur collaboration tout au long des années 1980 pour défendre et propager des thèses négationnistes.
En avril 1977 avait paru le premier numéro de La Guerre sociale, une revue animée par Dominique Blanc et issue de King-Kong international (voir : Communisme de conseils). Le soutien d'une certaine ultragauche à Robert Faurisson commence en juin 1979 par la diffusion par La Guerre sociale à Lyon d'un tract intitulé Qui est le Juif ?. Un deuxième tract est intitulé Les chambres à gaz hitlériennes sont-elles indispensables à notre bonheur ?. Ces textes sont repris dans Vérité historique et Vérité politique, un livre de Serge Thion publié aux éditions de La Vieille Taupe. Toujours en juin 1979, un texte intitulé « De l'exploitation dans les camps à l'exploitation des camps » paraît dans La Guerre sociale. Il aurait été écrit initialement par Gilles Dauvé et corrigé par Pierre Guillaume. La Jeune Taupe, revue du groupe Pour une intervention communiste, développe également les thèmes de l'ultragauche faurissonienne à partir de 1980.
Un tract, Notre Royaume est une prison, est distribué à 60 000 exemplaires le 4 octobre 1980. Plusieurs groupes ont participé à la rédaction de ce tract qui s'appuie sur l'ouvrage de Serge Thion et plagie dans certaines phrases le discours de Faurisson : Les amis du Potlatch, Le Frondeur, le Groupe Commune de Crondstadt, le Groupe des travailleurs pour l'autonomie ouvrière, La Guerre sociale, Pour une intervention communiste, ainsi que des révolutionnaires communistes sans sigle. À la suite de ce tract, Libération publie le 25 octobre « La Gangrène », un texte de militants de la première Vieille Taupe comme Jacques Baynac et Belà Elek qui s'en prennent à cette gangrène faurissonienne qui gagne rapidement sinon l'extrême gauche, du moins des individus dont on pourrait penser que leur passé était une garantie.
Valérie Igounet a tenté de résumer les articulations rhétoriques de ce qu'elle appelle le « discours révolutionnaire faurissonien » :
1. Dans la pensée politique contemporaine, le fascisme joue avant toute autre idéologie, le rôle du diable, mais cette idéologie est d'abord le moyen de noyer les perspectives du prolétariat dans la confusion et d'intégrer cette classe dans la défense du monde capitaliste.
2. Le mythe des six millions de victimes juives du deuxième conflit mondial est devenu la clef de voûte d'une représentation religieuse universelle.
3. Les morts en déportation sont mis en avant au détriment des millions d'hommes qui meurent chaque année à travers le monde.
4. Auschwitz apparaît comme le « grand alibi » de la bourgeoisie démocratique pour camoufler la réalité de l'exploitation quotidienne du Capital (reprise des arguments d'Auschwitz ou le grand alibi).
5. Les vainqueurs de la Seconde Guerre mondiale masquent leurs propres atrocités. Quant à la légitimité et l'avenir de l'État d'Israël, ils reposent sur les « cadavres juifs vrais ou inventés de cette même guerre ».

Pour Serge Thion, tiers-mondiste de gauche, qui a entrepris dès 1979 la rédaction d'un ouvrage devant faire le point sur l'affaire Faurisson, « impérialisme sioniste » et « impérialisme nazi » vont de pair, il n'existe guère de différence, techniquement parlant, entre l'occupation israélienne des régions populeuses comme Gaza et la Cisjordanie et l'occupation de la France par l'Allemagne nazie au cours de la Seconde Guerre mondiale.

### Reconnaissance du problème
La question reste un sujet sensible, comme en témoigne l'affaire du meurtre, par gazage, de juifs au camp du Struthof pour réaliser un musée de la race juive à l'Université de Strasbourg. Cet épisode, jugé déshonorant, reste éludé de la mémoire de cette université malgré les efforts de certains Strasbourgeois, qui ont réussi par ailleurs à faire débaptiser une rue Alexis Carrel.[pertinence contestée]
En France, l'expression publique des propos négationnistes est sanctionnée par la loi Gayssot. L'article 24 bis de la loi sur la presse de 1881 réprime la contestation de l'existence d'un ou plusieurs crimes contre l'humanité tels qu'ils sont définis par l'article 6 du statut du tribunal militaire international annexé à l'accord de Londres du 8 août 1945. En juillet 2002, l'Association française pour l'histoire de la justice organise, avec la Commission nationale consultative des droits de l'homme (CNCDH) et l'École nationale de la magistrature, un colloque intitulé « La lutte contre le négationnisme ». Le troisième chapitre du rapport publié est entièrement consacré à la dimension européenne (pages 69 et suivantes). Martine Valdès-Boulouque - alors vice-présidente de la CNCDH - y souligne deux idées essentielles : « en Europe, la législation contre le négationnisme est à la fois peu répandue et relativement récente (…) le contenu de ces législations, lorsqu’elles existent, est pour l’essentiel, assez homogène d’un pays à l’autre… ».
En 2007, le quotidien Le Monde rappelle qu'il n'est pas simple pour les États membres de l'Union européenne d'adopter une législation destinée à pénaliser les propos négationnistes et précise : « Certains pays, comme la France, l'Allemagne, l'Autriche ou l'Espagne, ont mis en place des dispositifs de lutte contre les propos racistes, plus ou moins sévères et efficaces. Mais d'autres, à l'instar du Royaume-Uni, de l'Irlande, et des pays scandinaves sont traditionnellement méfiants à l'égard de ce genre de législation : pour eux, c'est la liberté d'expression qui doit primer ».
Le site internet Aaargh, créé en 1996, a été durant plusieurs années l'une des expressions principales du négationnisme en France, avant que les tribunaux français n'ordonnent en 2005 son filtrage par les FAI français (le site a cependant simplement changé d'adresse).
Parmi les négationnistes condamnés comme tels en France, on note Vincent Reynouard, Jean Plantin, Robert Faurisson, Georges Theil, Roger Garaudy. Serge Thion, révoqué du CNRS, n'a jamais été condamné.